# Demain il fera jour
Demain il fera jour est une pièce dramatique en trois actes d'Henry de Montherlant.
Écrite en 1948, elle a été jouée pour la première fois en 1949.

## Description

### Personnages
La pièce met en scène trois personnages : Georges Carrion, un avocat, Gilles Sandoval (dit Gillou), son fils illégitime, et Marie Sandoval, la mère aimante de Gilles.
Elle est inspirée pour une part d'un fait réel privé dont Montherlant fut témoin ; l'annonce à ses parents par son jeune cousin issu de germain, Jacques Langlois d'Estaintot, alors mineur, de son départ pour une action de résistance en Sologne pour arrêter la remontée des troupes allemandes vers le Nord à la suite du débarquement des alliés sur les côtes Normandes le 6 juin 1944.
A l'angoisse de son père, favorable à la résistance mais surpris, ému, ayant déjà perdu 2 enfants en bas âges, terriblement inquiet pour son fils si jeune encore, discutant longuement et hésitant à le laisser partir, Jacques rétorqua "Papa, je me suis engagé auprès de mon groupe depuis des mois, et tu le sais, c'est mon devoir familial de défendre la France, en digne descendant de tous nos ancêtres militaires morts pour elle".
Henry de Montherlant, dont la mère, née Marguerite Camusat de Riancey, était cousine germaine de la mère de Jacques, née Elisabeth Camusat de Riancey, s'entendait bien avec sa "tante" du même âge quasiment et son mari, et allait souvent prendre le thé chez eux.
Malheureusement, comme le redoutaient ses parents, Jacques fut tué avec ses 11 camarades du collège Stanislas. Cet épisode de la résistance est décrit, notamment, par l'historien Georges Joumas dans son livre "la tragédie des lycéens parisiens, 10 juin 1944 en Sologne", dans le film de David André "les lycéens, le traitre et les nazis", dans le récit de deux survivants, Raymond de Lassus Saint Geniès et Philippe Wacrenier, "si l'écho de leurs voix faiblit...".
Cette mort déclencha une douloureuse discussion, incompréhension et un refroidissement des liens entre Henry de Montherlant et les parents meurtris de Jacques, Montherlant trouvant bien inutiles ce départ et cette mort  - "à quoi bon".
Cet argument de "l'inutile" est repris dans la pièce par le Père de Gillou.

### Histoire
En 1944, alors que la Libération est en cours, l'avocat Georges Carrion est contraint de laisser son fils illégitime Gilles entrer dans la Résistance afin de faire oublier son lourd passé de collaborateur. Parallèlement, il rentre en contact avec Marie, la mère de son fils, prête à tout pour sauver son enfant du danger.

### Controverse
Lors de ses premières représentations en 1949, la pièce frôle la censure. L'Occupation et l'épuration sont alors des sujets très sensibles en France.
En 2012, Michel Fau repense la pièce qu'il joue en compagnie de Léa Drucker et Loïc Mobihan au Théâtre de l'Œuvre à Paris.